# Rio Colba
Il Rio Colba (in tedesco: Kolberbach) è un breve torrente, lungo poco più di 3 km, che segna il confine tra Italia e Austria in Alta Pusteria, nei pressi di Prato alla Drava.

## Percorso
Nasce nei pressi del Parggenspitze, a circa 2300 m s.l.m.; dopo un breve tratto in territorio austriaco, il Rio Colba segna il confine tra Italia e Austria, fino alla foce nella Drava.